# Biscoito de barro

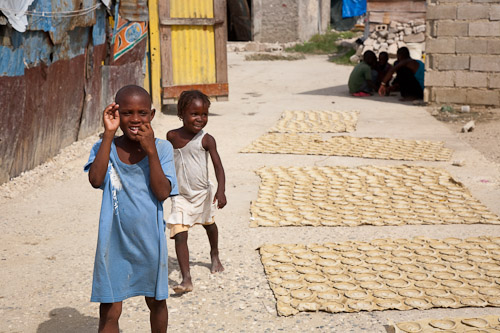
Biscoitos de barro secando ao sol

O biscoito de barro, Galette ou bonbon tè no crioulo haitiano, é um alimento consumido no Haiti, principalmente durante a gravidez. Eles podem ser encontrados em favelas como Cité Soleil. A terra é coletada do planalto central do país, perto da cidade de Hinche, e transportada de caminhão para o mercado onde as mulheres compram. É processado em biscoitos em favelas como Fort Dimanche.  Primeiro, a terra é filtrada para remover pedras e aglomerados. A terra é misturada com sal e gordura vegetal ou gordura. É formado em discos planos. Em seguida, a massa é seca ao sol. O produto acabado é transportado em baldes e vendido no mercado ou nas ruas.
Devido ao seu conteúdo mineral, os biscoitos de lama eram tradicionalmente usados como suplemento dietético para mulheres grávidas e crianças. Os haitianos acreditam que contêm cálcio, que pode ser usado como antiácido e nutrição, mas isso é contestado por médicos que alertam sobre cáries, prisão de ventre e coisas piores. O custo de produção é barato; a terra para fazer cem biscoitos era de cinco dólares americanos em 2008 (cerca de 5 centavos cada), mesmo depois de aumentar em US$ 1,50 desde 2007. Também é visto como uma forma de evitar a fome. Isso é especialmente verdadeiro em tempos em que há um aumento nos preços globais dos alimentos, como em 2008.
O sabor foi descrito como uma consistência macia que seca imediatamente a boca com um gosto residual pungente de terra que dura horas.